# Salsa (sås)

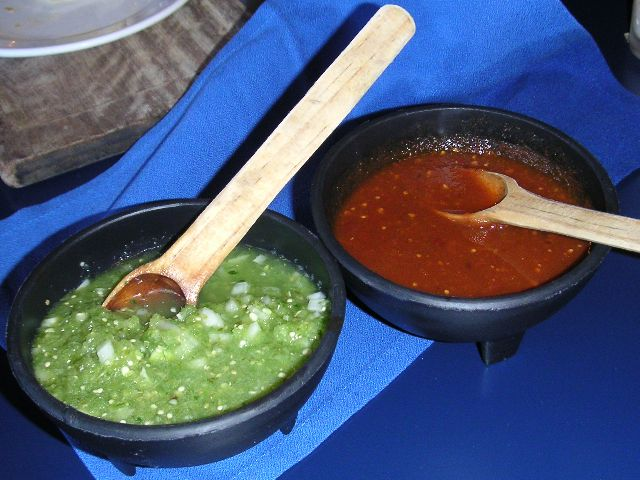
"Salsa verde" (grön salsa) och "salsa roja" (röd salsa).

Salsa är en vanligtvis kryddig sås med ursprung från det amerikanska tex-mex-köket eller Latinamerika. Den förekommer i många varianter och smaksättningar. När tomat är huvudingrediens kan den även kallas tomatsalsa på svenska.
Salsa är det spanska ordet för sås. Salsasås är en tautologi.